# الدلافة
الدلافة هي إحدى القرى اللبنانية من قرى قضاء حاصبيا في محافظة النبطية.

وكانت سابقا تعرف بحاصبيا السراي، وهي من أحياء حاصبيا المدينة، وقد اعتمد اسم الدلافه بدلاً من حاصبيا - السراي، وذلك في السجل العائد لقيود حي السراي - حاصبيا من رقم 1 إلى رقم 17 وفقاً للقانون رقم 638 بتاريخ 20/11/2004